# Tōjō Hideki

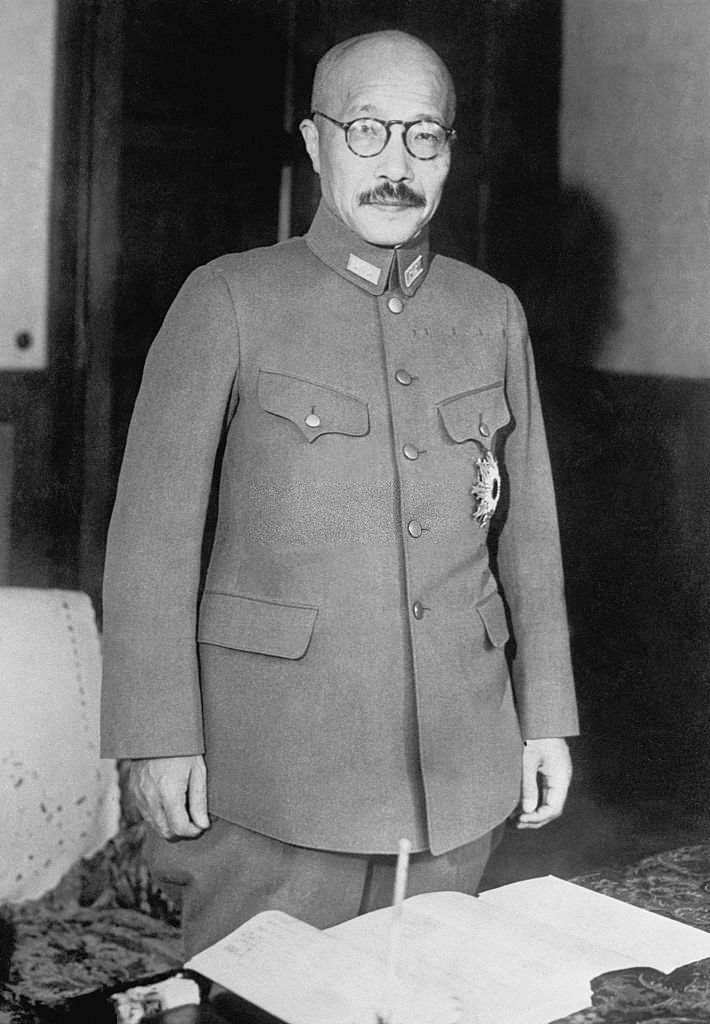
Thủ tướng Hideki Tojo

Tōjō Hideki (kanji kiểu cũ: 東條 英機; kanji mới: 東条 英機; Hán Việt: Đông Điều Anh Cơ) (30 tháng 12 năm 1884 – 23 tháng 12 năm 1948) là một đại tướng của Lục quân Đế quốc Nhật Bản và là thủ tướng thứ 27 của Nhật Bản từ 18 tháng 10 năm 1941 đến 22 tháng 7 năm 1944. Ông là một trong những nhà tư tưởng theo chủ nghĩa dân tộc cực đoan và là người ủng hộ chiến tranh với Trung Quốc và các quốc gia khác, ông bị tuyên án tử hình vì các tội ác chiến tranh sau Chiến tranh thế giới thứ hai và bị xử tử hình bằng hình thức treo cổ sau một cuộc bỏ phiếu của các thẩm phán Tòa án quân sự quốc tế vùng Viễn Đông (International Military Tribunal of the Far East). Ông được mệnh danh là "Trùm phát xít Nhật" do nhiệm kỳ thủ tướng của ông trong suốt phần lớn thời gian của Chiến tranh thế giới thứ hai và ông cũng là người đưa Nhật Bản tham gia vào Thế chiến thứ hai. Ông cũng được các chính khách đương thời gọi với biệt danh "Kamisori" (カミソリ - Dao cạo) vì tính cách quyết đoán và lạnh lùng của mình.
Sau khi tốt nghiệp Học viện Quân sự Hoàng gia và Trường đào tạo Sĩ quan Tham mưu Quân đội, Tojo được cử đến Berlin với tư cách là tùy viên quân sự của Nhật Bản sau Thế chiến I. Vốn đã nổi tiếng về sự nghiêm khắc và tính kỷ luật, Tojo sớm được trao quyền chỉ huy Trung đoàn Bộ binh số 1 khi trở về Nhật Bản. Năm 1937, ông được bổ nhiệm làm Tham mưu trưởng Quân đội Quan Đông ở Mãn Châu, Trung Quốc. Khi trở về quê hương một lần nữa, Tojo đảm nhận chức vụ Thứ trưởng Bộ Chiến tranh và nhanh chóng lãnh đạo việc quân đội ngày càng kiểm soát chính sách đối ngoại của Nhật Bản.
Ông ủng hộ việc ký Hiệp ước Ba bên với Đức và Ý vào năm 1940, biến Nhật Bản thành một thành viên "phe Trục." Tháng 7 năm 1940, ông được bổ nhiệm làm Bộ trưởng Chiến tranh trong nội các của Thủ tướng Konoe Fumimaro và lãnh đạo phe chủ chiến, vướng vào xung đột với Thủ tướng Konoe, người đứng đầu phe chủ hòa khi đó đang đấu tranh để cải cách chính phủ của mình bằng cách phi quân sự hóa nền chính trị. Sang tháng 10, Konoe từ chức vì căng thẳng ngày càng gia tăng với Tojo, người sẽ lên kế nhiệm ông làm thủ tướng, dù vẫn giữ chức vụ Bộ trưởng Lục quân, đồng thời đảm nhận thêm cả các chức vụ Bộ trưởng Thương mại và công nghiệp trong Nội các Konoe lần 3. Ngày 17 tháng 10 năm 1941, ông trở thành Thủ tướng Nhật Bản
Sau khi trở thành nhà độc tài trên thực tế, Tojo đã nhanh chóng hứa hẹn về một "Trật tự Mới ở Châu Á" và để đạt được mục tiêu này, ông đã ủng hộ việc ném bom Trân Châu Cảng bất chấp sự ngờ vực từ một số tướng lĩnh dưới quyền. Ông giám sát quyết định tham chiến của Đế quốc Nhật Bản cũng như cuộc chinh phục tiếp theo của nước này đối với phần lớn Đông Nam Á và các đảo Thái Bình Dương. Trong suốt cuộc chiến, Tojo đã gây ra nhiều tội ác chiến tranh, bao gồm cả vụ thảm sát và bỏ đói thường dân và tù nhân chiến tranh, như một phần của Holocaust Châu Á. Các chính sách hung hãn của Tojo đã thắng lợi lớn trong giai đoạn đầu, với những vùng lãnh thổ quan trọng ở Đông Dương và Nam Thái Bình Dương. Tuy nhiên, dù Tojo ngày càng gia tăng sự kiểm soát đối với nước Nhật, kiêm nhiệm luôn cả chức Tổng tham mưu trưởng, thì ông cũng không thể kiểm soát được quyết tâm của Mỹ, những người đã bắt đầu đánh trả quân Nhật ở Nam Thái Bình Dương. Khi Saipan rơi vào tay Thủy quân Lục chiến và Lục quân Mỹ, ngày 22 tháng 7 năm 1944, chính phủ Tojo chính thức sụp đổ. Khi Nhật Bản đầu hàng, Tojo đã cố gắng tự sát bằng một khẩu súng lục 38 li của Mỹ, nhưng lại được một bác sĩ người Mỹ cứu sống, thậm chí còn truyền máu người Mỹ cho ông. Dù sống sót nhưng Tojo bị tòa án quốc tế kết án về tội ác chiến tranh và bị xử tử vào ngày 23 tháng 12 năm 1948.

## Tiểu sử
Hideki Tojo sinh ngày 30 tháng 12 năm 1884 trong một gia đình samurai cấp thấp ở quận Kōjimachi, Tokyo. Ông là con trai thứ ba của Tojo Hidenori, một trung tướng trong Quân đội Đế quốc Nhật Bản. Dưới bakufu, xã hội Nhật Bản được phân chia một cách cứng nhắc thành bốn đẳng cấp; thương nhân, nghệ nhân, nông dân và samurai. Sau Minh Trị Duy tân, hệ thống đẳng cấp đã bị bãi bỏ vào năm 1871, nhưng sự phân biệt đẳng cấp trước đây về nhiều mặt vẫn tồn tại sau đó, điều này đảm bảo rằng những người thuộc đẳng cấp samurai trước đây tiếp tục được hưởng uy tín truyền thống của họ. Gia đình Tojo xuất thân từ đẳng cấp samurai mặc dù Tojos là những chiến binh tương đối thấp kém phục tùng cho daimyō (lãnh chúa) vĩ đại mà họ đã phục vụ qua nhiều thế hệ. Cha của Tojo là một samurai chuyển sang làm sĩ quan quân đội và mẹ ông là con gái của một thầy tu Phật giáo, khiến gia đình anh rất đáng kính nhưng nghèo khó.
Tojo có một nền giáo dục điển hình của thanh niên Nhật Bản trong thời Minh Trị. Mục đích của hệ thống giáo dục Meiji là đào tạo các cậu bé trở thành những người lính như người lớn, và thông điệp không ngừng được truyền tải vào học sinh Nhật Bản rằng chiến tranh là điều đẹp đẽ nhất trên thế giới, hoàng đế là vị thần sống và vinh dự lớn nhất đối với người đàn ông Nhật Bản là chết vì thiên hoàng. Các cô gái Nhật Bản được dạy rằng vinh dự cao nhất đối với một người phụ nữ là có càng nhiều con trai càng tốt để có thể chết vì hoàng đế trong chiến tranh. Khi còn là một cậu bé, Tojo nổi tiếng là người bướng bỉnh, thiếu khiếu hài hước, là một thanh niên cố chấp và hiếu chiến, thích gây gổ với những cậu bé khác và cách ngoan cường theo đuổi những gì mình muốn. Trường học Nhật Bản thời Minh Trị rất cạnh tranh, không có truyền thống thông cảm với những người thất bại, thường xuyên bị giáo viên bắt nạt. Những người đã biết anh ta trong những năm hình thành của mình được coi là anh ta chỉ có trí thông minh trung bình. Tuy nhiên, ông được biết đến là người bù đắp cho sự thiếu trí tuệ được cho là của mình bằng việc sẵn sàng làm việc cực kỳ chăm chỉ. Người anh hùng thời niên thiếu của Tojo là vị tướng quân thế kỷ 17 Tokugawa Ieyasu, người đã ban hành lệnh cấm lệnh: "Tránh những việc bạn thích, hướng sự chú ý của bạn đến những nhiệm vụ khó chịu." Tojo thích nói, "Tôi chỉ là một người đàn ông bình thường không có tài năng sáng chói. Bất cứ điều gì tôi đạt được tôi đều nhờ vào khả năng làm việc chăm chỉ và không bao giờ bỏ cuộc của tôi." Năm 1899, Tojo đăng ký vào Trường Thiếu sinh quân Quân đội. Tojo bắt đầu sự nghiệp của mình trong Quân đội vào năm 1905 ngày trong cuộc chiến tranh Nga-Nhật.
Năm 1905, Tojo chia sẻ sự phẫn nộ chung ở Nhật Bản tại Hiệp ước Portsmouth, kết thúc chiến tranh với Nga và bị người dân Nhật Bản coi là sự phản bội, là cuộc chiến không kết thúc bằng việc Nhật Bản sáp nhập Siberia, điều mà dư luận quần chúng đã yêu cầu. Hiệp ước Portsmouth không được ưa chuộng đến mức nó gây ra các cuộc bạo loạn chống Mỹ được gọi là Sự cố cháy nổ ở Hibiya, vì nhiều người Nhật Bản phẫn nộ trước cách người Mỹ rõ ràng đã lừa dối Nhật Bản vì lợi ích của Nhật Bản trong hiệp ước ít hơn nhiều so với những gì dư luận mong đợi. Rất ít người Nhật vào thời điểm đó hiểu rằng cuộc chiến chống Nga đã đẩy đất nước họ đến bờ vực phá sản, và hầu hết người dân Nhật Bản đều tin rằng tổng thống Mỹ Theodore Roosevelt, người đứng ra làm trung gian cho Hiệp ước Portsmouth, đã lừa dối Nhật Bản. về những lợi ích chính đáng của nó. Sự tức giận của Tojo đối với Hiệp ước Portsmouth khiến ông có ác cảm dai dẳng với người Mỹ. Năm 1909, ông kết hôn với Ito Katsuko, ông có ba con trai (Hidetake, Teruo và Toshio) và bốn con gái (Mitsue, Makie, Sachie và Kimie).

## Sự nghiệp quân đội

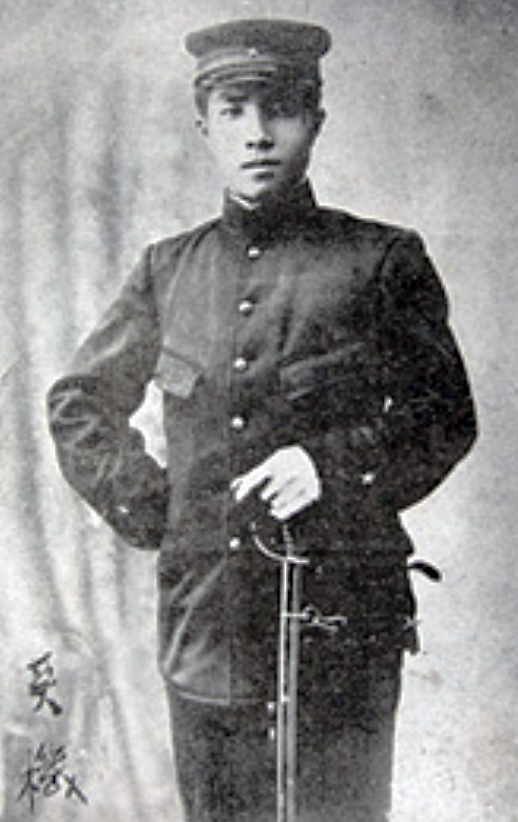
Tojo Hideki thời trẻ

### Nhập ngũ sớm với tư cách sĩ quan
Sau khi tốt nghiệp Học viện Quân sự Nhật Bản (xếp thứ 10 trong tổng số 363 học viên) vào tháng 3 năm 1902, ông được bổ nhiệm làm thiếu úy trong bộ binh của IJA. Vào năm 1918–19, ông phục vụ một thời gian ngắn ở Siberia trong thành phần lực lượng viễn chinh Nhật Bản được cử đến can thiệp vào Nội chiến Nga. Ông từng là tùy viên quân sự Nhật Bản tại Đức giữa 1919 và 1922.
 Vì Quân đội Đế quốc Nhật Bản đã được huấn luyện bởi một phái đoàn quân sự của Đức vào thế kỷ 19, nên Quân đội Nhật Bản luôn bị ảnh hưởng rất mạnh mẽ bởi sự phát triển trí tuệ trong Quân đội Đức, và Tojo cũng không ngoại lệ . Vào những năm 1920, quân đội Đức ủng hộ việc chuẩn bị cho cuộc chiến tiếp theo bằng cách tạo ra một Wehrstaat (Nhà nước Phòng thủ) toàn trị, một ý tưởng được người Nhật áp dụng quân đội với tư cách là "nhà nước phòng thủ quốc gia". Năm 1922, trên đường trở về Nhật Bản, ông bắt chuyến tàu xuyên nước Mỹ, chuyến thăm đầu tiên và duy nhất của ông tới Bắc Mỹ, điều này để lại cho ông ấn tượng rằng người Mỹ là những dân tộc thiên về vật chất, chỉ cống hiến hết mình cho việc kiếm tiền và những mục đích theo đuổi khoái lạc như tình dục, tiệc tùng và (bất chấp Cấm) uống rượu.
Tojo khoe rằng sở thích duy nhất của ông là công việc, và ông thường mang giấy tờ về nhà để làm việc đến tận đêm khuya và từ chối tham gia bất kỳ công việc nào trong việc nuôi dạy con cái, điều mà anh ấy coi là sự xao lãng khỏi công việc của mình và công việc của phụ nữ. Ông để vợ làm mọi công việc chăm sóc con cái. Là một người đàn ông nghiêm khắc, thiếu hài hước, Tōjō nổi tiếng với tính cách cộc cằn, nỗi ám ảnh về phép xã giao và tính cách của mình. lạnh lùng. Giống như hầu hết các sĩ quan Nhật Bản vào thời điểm đó, ông thường xuyên tát vào mặt những người dưới quyền khi ra lệnh. Anh ta nói rằng tát vào mặt là một "phương tiện đào tạo" những người đàn ông xuất thân từ những gia đình không thuộc đẳng cấp samurai và bushido không phải là bản chất thứ hai.
Năm 1924, Tojo bị xúc phạm nặng nề bởi Đạo luật kiểm soát nhập cư, được Quốc hội Hoa Kỳ thông qua. Nó cấm tất cả người châu Á nhập cư vào Hoa Kỳ, với nhiều hạ nghị sĩ và thượng nghị sĩ công khai nói rằng đạo luật này là cần thiết vì người châu Á làm việc chăm chỉ hơn người da trắng. Vào thời điểm đó, ông viết với vẻ cay đắng rằng người da trắng ở Mỹ sẽ không bao giờ chấp nhận người châu Á là bình đẳng: "Nó [Đạo luật kiểm soát nhập cư] cho thấy kẻ mạnh sẽ luôn đặt lợi ích của mình lên hàng đầu. Nhật Bản cũng phải mạnh để tồn tại trên thế giới."
Đến năm 1928, ông là Cục trưởng Quân đội Nhật Bản và không lâu sau đó được thăng cấp đại tá. Ông bắt đầu quan tâm đến chính trị quân phiệt trong thời gian chỉ huy Trung đoàn bộ binh 8. Phản ánh hình ảnh thường được sử dụng ở Nhật Bản để mô tả những người nắm quyền lực, ông nói với các sĩ quan của mình rằng họ vừa là "cha" vừa là "mẹ" đối với những người dưới quyền của họ. Tojo thường đến thăm nhà những người dưới quyền ông, hỗ trợ người của mình giải quyết các vấn đề cá nhân và cho các sĩ quan vay thiếu tiền. Giống như nhiều sĩ quan Nhật Bản khác, ông không thích phương Tây ảnh hưởng văn hóa ở Nhật Bản, thường bị chê bai do dẫn đến phong trào ero guro nansensu ("chủ nghĩa khiêu dâm, kỳ cục và vô nghĩa") khi ông phàn nàn về những hình thức "suy đồi phương Tây" như các cặp đôi trẻ nắm tay và hôn nhau ở nơi công cộng , vốn đang làm suy yếu các giá trị truyền thống cần thiết để duy trì kokutai.

### Thăng cấp chỉ huy quân đội

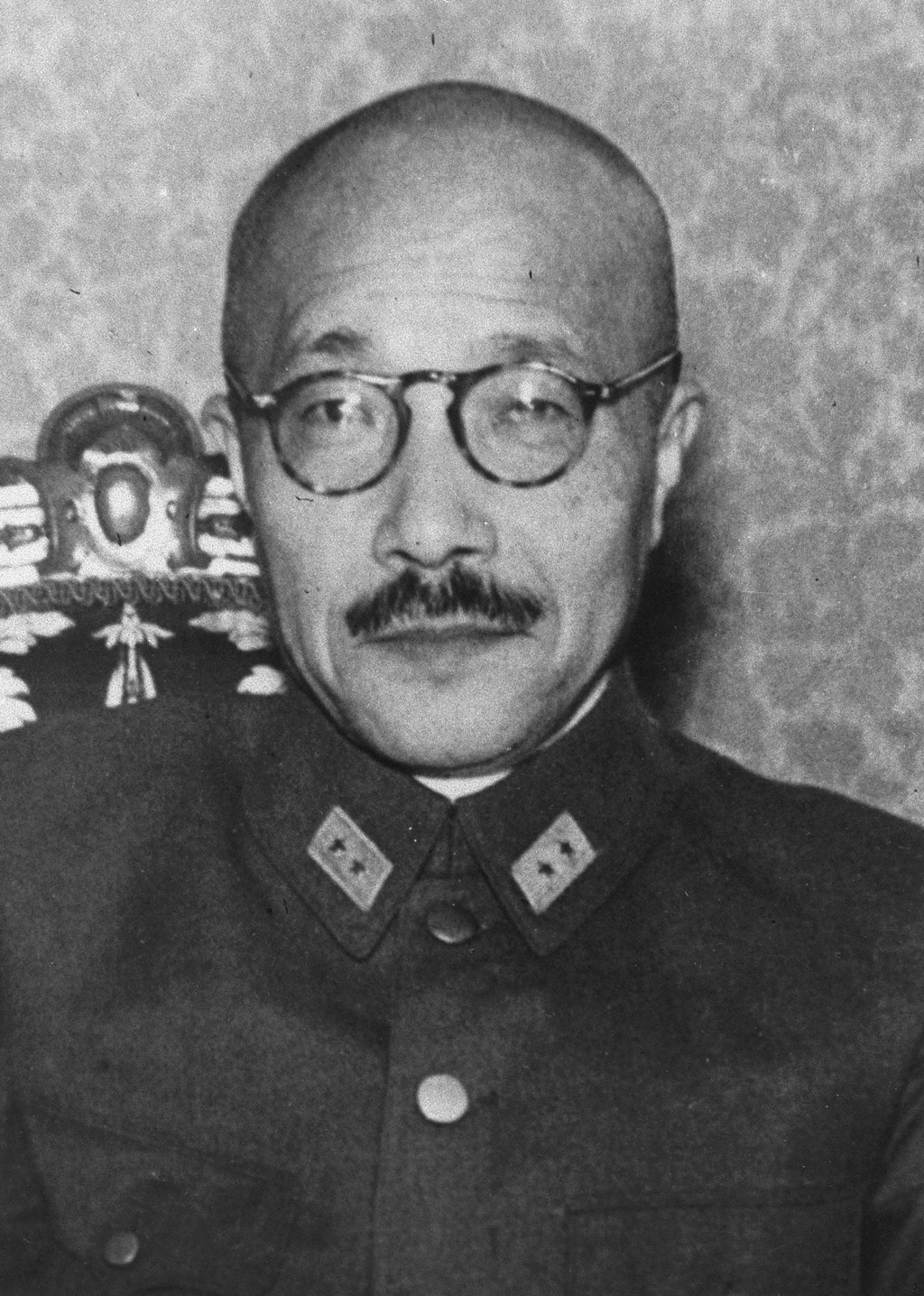
Trung tườg Tōjō Hideki những năm 1930

Năm 1934, Hideki được thăng cấp thiếu tướng và giữ chức vụ trưởng phòng nhân sự trong Bộ Lục quân. Tojo đã viết một chương trong cuốn sách Hijōji kokumin zenshū (Bài luận trong thời điểm quốc gia khẩn cấp), cuốn sách xuất bản vào tháng 3 năm 1934 của Bộ Lục quân kêu gọi Nhật Bản trở thành một "nhà nước phòng thủ quốc gia" toàn trị. Cuốn sách gồm mười lăm bài tiểu luận của các tướng lĩnh cấp cao lập luận rằng Nhật Bản đã đánh bại Nga trong cuộc chiến tranh 1904–05 vì bushidō đã mang lại cho người Nhật sức mạnh ý chí vượt trội vì người Nhật không sợ chết không giống như Những người Nga muốn sống, và điều cần thiết để giành chiến thắng trong cuộc chiến không thể tránh khỏi tiếp theo (chống lại chính xác những người mà cuốn sách không nói đến) là lặp lại ví dụ về cuộc chiến tranh Nga-Nhật trên quy mô lớn hơn nhiều bằng cách tạo ra "nhà nước phòng thủ quốc gia" để huy động toàn dân tham chiến. Trong bài tiểu luận của mình, Tojo đã viết "Cuộc chiến tranh bảo vệ quốc gia hiện đại trải rộng trên rất nhiều lĩnh vực" đòi hỏi "một nhà nước có thể thống nhất kiểm soát" tất cả các khía cạnh của quốc gia trong các lĩnh vực chính trị, xã hội và kinh tế. Tojo tấn công Anh, Pháp và Hoa Kỳ vì tiến hành "chiến tranh ý thức hệ" chống lại Nhật Bản kể từ năm 1919. Tojo kết thúc bài luận của mình nói rằng Nhật Bản phải đứng vững "và truyền bá các nguyên tắc đạo đức của riêng mình ra thế giới" khi "cuộc chiến văn hóa và ý thức hệ của 'con đường đế quốc' sắp bắt đầu".
Vào tháng 3 năm 1937, ông được thăng chức Tham mưu trưởng Quân đội viễn chinh Nhật tại Quan Đông, nhờ đó ông đã có cơ hội chỉ huy các chiến dịch quân sự chống lại người Trung Quốc ở Nội Mông và các tỉnh Sát Cáp Nhĩ- Tuy Viễn. Đến tháng 7 năm 1940, ông được gọi về nước và được bổ nhiệm làm Bộ trưởng Bộ Chiến tranh cho chính phủ Nhật Bản của Thủ tướng Konoe Fumimaro.

## Thủ tướng (1941-1944)

### Ủng hộ chiến tranh

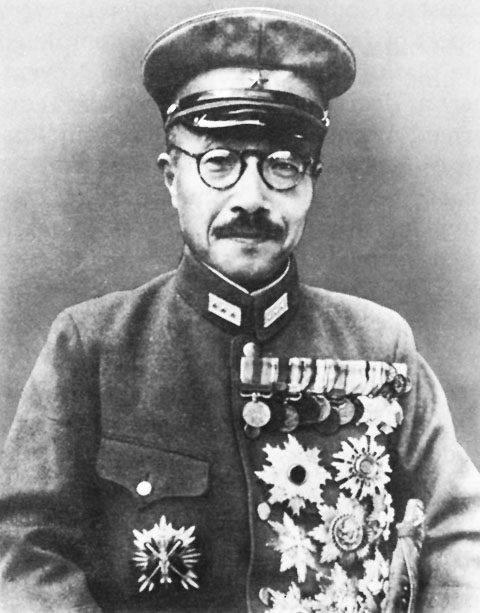
Tojo những năm 1940

Vào ngày 1 tháng 6 năm 1940, Thiên hoàng Hirohito bổ nhiệm Kido Kōichi, một chính khách, tướng quân đội ủng hộ "cải cách quan liêu" hàng đầu làm Nội Đại thần của Nhật Bản, đưa ông ta trở thành cố vấn và chính trị gia hàng đầu của Thiên hoàng. Kido đã hỗ trợ thành lập vào những năm 1930 một liên minh giữa "các quan chức cải cách" và phe "Kiểm soát" của Quân đội tập trung vào Tojo và Tướng Akira Mutō.  Việc bổ nhiệm Kido cũng tạo điều kiện cho sự trỗi dậy của các đồng minh của ông trong phe Kiểm soát. Vào ngày 30 tháng 7 năm 1940, Tojo được bổ nhiệm làm Bộ trưởng Lục quân ở nội các của Thủ tướng Konoe Fumimaro lần 2 và vẫn giữ chức vụ đó trong nội các Konoe lần 3. Hoàng thân Konoe đã chọn Tojo, một người đại diện cho cả quan điểm cứng rắn của Quân đội và phe Kiểm soát mà ông được coi là hợp lý để đối phó, để đảm bảo sự ủng hộ của Quân đội cho chính sách đối ngoại của ông. Tojo là một chiến binh theo chủ nghĩa dân tộc cực đoan, người được kính trọng vì đạo đức làm việc và khả năng xử lý thủ tục giấy tờ. Ông tin rằng thiên hoàng là một vị thần sống và ủng hộ "sự cai trị trực tiếp của đế quốc;" điều đó đảm bảo rằng ông ta sẽ trung thành tuân theo mọi mệnh lệnh của thiên hoàng. Thủ tướng Konoe lãnh đạo phe chủ hòa trong Taisei Yousankai (Đảng cầm quyền tại Nhật Bản lúc bấy giờ) chủ trương không tham gia chiến tranh. Ông Konoe ủng hộ việc Đức làm trung gian chấm dứt Chiến tranh Trung-Nhật, thậm chí gây áp lực buộc Anh phải chấm dứt hỗ trợ kinh tế và quân sự cho Trung Quốc trước nguy cơ chiến tranh, tìm kiếm mối quan hệ tốt hơn với cả Đức và Hoa Kỳ, đồng thời lợi dụng những thay đổi trong trật tự quốc tế do chiến thắng của Đức gây ra vào mùa xuân năm 1940 để biến Nhật Bản thành một cường quốc mạnh hơn ở châu Á. Konoe muốn biến Nhật Bản trở thành cường quốc thống trị ở Đông Á, nhưng ông cũng tin rằng có thể đàm phán modus vivendi với Hoa Kỳ, theo đó người Mỹ sẽ đồng ý công nhận " Khối thịnh vượng chung Đại Đông Á". Trong khi đó, Tojo Hideki - người lãnh đạo phe chủ chiến trong Đảng, đã ủng hộ chiến tranh vì Tojo cho rằng qua cuộc chiến này, Nhật Bản sẽ là nứoc bá chủ Châu Á nhanh chóng. Điều này dẫn đến cuộc đối đầu giữa Thủ tứong Konoe và tướng Tojo.
Đến năm 1940, Konoe, người bắt đầu cuộc chiến với Trung Quốc vào năm 1937, không còn tin rằng có thể thực hiện được một giải pháp quân sự cho "Vấn đề Trung Quốc" và thay vào đó ủng hộ việc nhờ Đức làm trung gian để chấm dứt chiến tranh, điều có lẽ sẽ dẫn đến một cuộc chiến thân Nhật. giải quyết hòa bình, nhưng sẽ ít hơn những gì ông đã vạch ra trong "chương trình Konoe" tháng 1 năm 1938. Vì lý do này, Konoe muốn Tojo, một vị tướng cứng rắn có chủ nghĩa dân tộc cực đoan vượt xa câu hỏi, nhằm tạo ra "vỏ bọc" cho nỗ lực tìm kiếm giải pháp ngoại giao cho cuộc chiến với Trung Quốc. Tojo là người ủng hộ mạnh mẽ Hiệp ước ba bên giữa Đế quốc Nhật Bản, Đức Quốc xã, và Phát xít Ý. Với tư cách là bộ trưởng quân đội, ông tiếp tục mở rộng cuộc chiến chống lại Trung Quốc. Sau khi đàm phán với Pháp Vichy, Nhật Bản được phép đóng quân ở phần phía nam của Đông Dương thuộc Pháp vào tháng 7 năm 1941. Bất chấp sự công nhận chính thức của chính phủ Vichy, Hoa Kỳ đã trả đũa Nhật Bản bằng cách áp đặt các biện pháp trừng phạt kinh tế vào tháng 8, bao gồm cả lệnh cấm vận hoàn toàn đối với xuất khẩu dầu và xăng. Vào ngày 6 tháng 9, thời hạn đầu tháng 10 đã được ấn định trong Hội nghị Hoàng gia để giải quyết tình hình bằng con đường ngoại giao. Vào ngày 14 tháng 10, thời hạn đã trôi qua mà không có tiến triển gì. Thủ tướng Konoe sau đó đã tổ chức cuộc họp nội các cuối cùng của mình, trong đó Tojo là người chủ trì phát biểu:
Trong sáu tháng qua, kể từ tháng 4, Ngoại trưởng đã có nhiều nỗ lực nhằm điều chỉnh quan hệ. Mặc dù tôi tôn trọng ông ấy về điều đó, nhưng chúng tôi vẫn bế tắc ... Trọng tâm của vấn đề là việc áp đặt cho chúng tôi phải rút khỏi Đông Dương và Trung Quốc ... Nếu chúng tôi nhượng bộ các yêu cầu của Mỹ, nó sẽ phá hủy thành quả của sự kiện Trung Quốc . Mãn Châu quốc sẽ gặp nguy hiểm và quyền kiểm soát của chúng ta đối với Hàn Quốc sẽ bị suy yếu.

Quan điểm phổ biến trong Quân đội Nhật Bản vào thời điểm đó là việc tiếp tục đàm phán có thể gây nguy hiểm. Tuy nhiên, Hirohito nghĩ rằng ông có thể kiểm soát những ý kiến cực đoan trong quân đội bằng cách sử dụng Tojo lôi cuốn và có mối quan hệ tốt, người đã bày tỏ sự dè dặt về chiến tranh với phương Tây, nhưng bản thân hoàng đế cũng nghi ngờ rằng Tojo có thể tránh được xung đột. . Vào ngày 13 tháng 10, ông tuyên bố với Kido Kōichi: "Dường như có rất ít hy vọng về tình hình hiện tại đối với các cuộc đàm phán Nhật-Mỹ. Lần này, nếu xung đột nổ ra, tôi phải đưa ra lời tuyên chiến." Trong các cuộc họp nội các cuối cùng của chính phủ Konoe, Tojo nổi lên như một người có tiếng nói diều hâu, nói rằng ông không muốn xảy ra chiến tranh với Hoa Kỳ nhưng miêu tả người Mỹ là những kẻ kiêu ngạo, bắt nạt, theo chủ nghĩa da trắng thượng đẳng. Ông nói rằng bất kỳ giải pháp thỏa hiệp nào cũng sẽ chỉ khuyến khích họ đưa ra những yêu cầu cực đoan hơn đối với Nhật Bản, trong trường hợp đó, Nhật Bản có thể tốt hơn nên lựa chọn chiến tranh để bảo vệ danh dự quốc gia. Mặc dù nói rằng ông ủng hộ hòa bình, Tojo thường tuyên bố tại các cuộc họp nội các rằng bất kỳ sự rút quân nào khỏi Đông Dương thuộc Pháp và/hoặc Trung Quốc sẽ gây tổn hại đến tinh thần quân sự và có thể đe dọa kokutai; "Sự cố Trung Quốc" không thể giải quyết bằng ngoại giao và cần đến giải pháp quân sự; và việc cố gắng thỏa hiệp với người Mỹ sẽ bị họ coi là điểm yếu.
Vào ngày 16 tháng 10, Konoe, bị cô lập về mặt chính trị và tin rằng hoàng đế không còn tin tưởng mình nữa, đã từ chức. Sau đó, ông đã biện minh cho mình với chánh văn phòng nội các của mình, Tomita Kenji:
Tất nhiên Bệ hạ là người theo chủ nghĩa hòa bình, và chắc chắn ông ấy muốn tránh chiến tranh. Khi tôi nói với ông ấy rằng khơi mào chiến tranh là một sai lầm, anh ấy đã đồng ý. Nhưng ngày hôm sau, anh ấy sẽ nói với tôi: "Hôm qua em đã lo lắng về chuyện đó, nhưng em không cần phải lo lắng quá đâu". Vì vậy, dần dần, anh bắt đầu nghiêng về chiến tranh. Và lần tiếp theo tôi gặp anh ấy, anh ấy càng nghiêng về chiến tranh hơn. Tóm lại, tôi cảm thấy Thiên hoàng đang nói với tôi: "Thủ tướng của tôi không hiểu vấn đề quân sự, tôi biết nhiều hơn thế". Nói tóm lại, Thiên hoàng đã tiếp thu quan điểm của các chỉ huy cấp cao lục quân và hải quân.

### Thủ tướng Nhật Bản

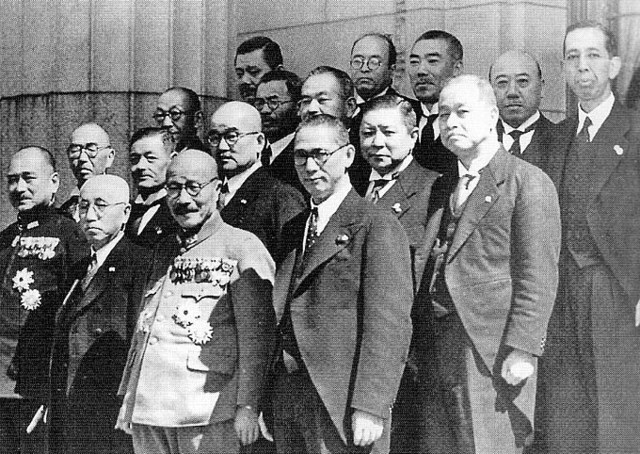
Các bộ trưởng nội các của Nội các Tojo lần 1, tháng 10 năm 1941

Vào thời điểm đó, Hoàng thân Higashikuni Naruhiko được cho là người duy nhất có thể kiểm soát Quân đội và Hải quân và được Konoe và Tojo tiến cử làm người thay thế Konoe. Hirohito bác bỏ lựa chọn này, cho rằng một thành viên của gia đình hoàng gia cuối cùng không phải chịu trách nhiệm về một cuộc chiến chống lại phương Tây vì thất bại sẽ hủy hoại uy tín của Nhà Yamato. Theo lời khuyên của Kido Kōichi, thay vào đó ông đã chọn Tojo, người được biết đến vì sự tận tâm với thể chế hoàng gia. Theo truyền thống, Thiên hoàng cần sự đồng thuận giữa các chính khách lớn tuổi hoặc "jushin" trước khi bổ nhiệm thủ tướng, và chừng nào cựu thủ tướng Đô đốc Okada Keisuke còn phản đối Tojo, việc Thiên hoàng bổ nhiệm sẽ là bất lịch sự ông ta. Trong các cuộc họp của jushin liên quan đến việc kế vị Hoàng tử Konoe, Okada đã phản đối việc bổ nhiệm Tojo trong khi Cơ mật cơ mật Kido Kōichi đầy quyền lực thúc đẩy Tojo trở thành Thủ tướng. Kết quả là một thỏa hiệp trong đó Tojo sẽ trở thành thủ tướng trong khi "xem xét lại" các phương án giải quyết cuộc khủng hoảng với Hoa Kỳ, mặc dù không có lời hứa nào Tojo sẽ cố gắng tránh chiến tranh.
Sau khi được thông báo về việc bổ nhiệm Tojo, Hoàng thân Takamatsu đã viết trong nhật ký của mình: "Cuối cùng chúng ta đã cam kết tham chiến và bây giờ phải làm tất cả những gì có thể để phát động nó một cách mạnh mẽ. Nhưng chúng ta đã truyền đạt ý định của mình một cách vụng về. Chúng ta không cần phải báo hiệu những gì chúng ta' tôi sẽ làm; việc toàn bộ nội các Konoe từ chức là quá nhiều. Với tình hình hiện tại, chúng tôi chỉ có thể giữ im lặng và không cần nỗ lực tối thiểu, chiến tranh sẽ bắt đầu." bài phát biểu đầu tiên của Tojo trên đài phát thanh đã kêu gọi "hòa bình thế giới", nhưng cũng bày tỏ quyết tâm giải quyết "Vụ việc Trung Quốc" theo điều kiện của Nhật Bản và đạt được "Khối thịnh vượng chung Đông Á" để đoàn kết tất cả các quốc gia châu Á lại với nhau.
Vào trước khi Chiến tranh thế giới thứ hai mở rộng sang châu Á và Thái Bình Dương, Tojo là người thẳng thắn ủng hộ việc tấn công phủ đầu Hoa Kỳ và các đồng minh châu Âu. Ngày 17 tháng 10 năm 1941, Tojo được bổ nhiệm làm Thủ tướng thay thế cho Thủ tướng Konoe từ chức.

### Quyết định tham chiến
Thiên hoàng Hirohito triệu tập Tojo đến Cung điện Hoàng gia một ngày trước khi Tojo nhậm chức. Sau khi được thông báo về việc bổ nhiệm, Tojo nhận được một mệnh lệnh từ Thiên hoàng: thực hiện xem xét lại chính sách về những gì đã xảy ra đã bị Hội nghị Hoàng gia trừng phạt. Mặc dù lên tiếng đứng về phía chiến tranh, Tojo vẫn chấp nhận mệnh lệnh và cam kết tuân theo. Theo Đại tá Ishii Akiho, thành viên Bộ Tổng tham mưu quân đội, thủ tướng mới được bổ nhiệm đã thể hiện lòng trung thành thực sự với hoàng đế thực hiện nhiệm vụ. Ví dụ, khi Ishii nhận được thông tin từ Hirohito nói rằng Quân đội nên từ bỏ ý định đóng quân ở Trung Quốc để chống lại các hoạt động quân sự của các cường quốc phương Tây, ông đã viết thư trả lời cho Tojo khi tiếp kiến Hoàng đế. Sau đó Tojo trả lời Ishii: "Nếu Thiên hoàng nói như vậy thì đối với tôi là vậy. Người ta không thể viện dẫn các lập luận trước Hoàng đế. Bạn có thể giữ bản ghi nhớ được diễn đạt tinh tế của mình."
Vào ngày 2 tháng 11, Tojo và Tham mưu trưởng Sugiyama Hajime và Nagano Osami báo cáo với Hirohito rằng việc xem xét đã vô ích. Sau đó, Hoàng đế đã đồng ý tham chiến. Ngày hôm sau, Đô đốc Hạm đội Osami Nagano giải thích chi tiết về Pearl Kế hoạch tấn công bến cảng tới Hirohito. Kế hoạch cuối cùng do Tham mưu trưởng Lục quân và Hải quân vạch ra đã dự tính một cuộc tấn công của các cường quốc phương Tây đến mức các tuyến vành đai phòng thủ của Nhật Bản hoạt động trên các tuyến nội địa của thông tin liên lạc và gây thương vong nặng nề cho phương Tây, không thể bị xâm phạm. Ngoài ra, hạm đội Nhật Bản tấn công Trân Châu Cảng theo lệnh của Đô đốc Yamamoto Isoroku phải chuẩn bị quay trở lại Nhật Bản ngay lập tức nếu cuộc đàm phán thành công. Hai ngày sau đó, vào ngày 5 tháng 11, Hirohito phê chuẩn kế hoạch tác chiến chống lại phương Tây và tiếp tục tổ chức các cuộc họp với quân đội và Tojo cho đến cuối tháng.
Vào ngày 26 tháng 11 năm 1941, Ngoại trưởng Hoa Kỳ Cordell Hull trao cho Đại sứ Nomura và Kurusu Saburo tại Washington một "dự thảo tuyên bố chính sách chung" và "Đề cương cơ sở đề xuất cho thỏa thuận giữa Hoa Kỳ và Nhật Bản." Hull đề xuất Nhật Bản "rút toàn bộ lực lượng quân sự, hải quân, không quân và cảnh sát" khỏi Trung Quốc và Đông Dương thuộc Pháp để đổi lấy việc dỡ bỏ lệnh cấm vận dầu mỏ, nhưng không xác định thuật ngữ Trung Quốc. "Hull note," như được biết đến ở Nhật Bản, nói rõ rằng Hoa Kỳ sẽ không công nhận chính phủ bù nhìn của Vương Tinh Vệ là chính phủ Trung Quốc nhưng ngụ ý mạnh mẽ rằng Hoa Kỳ có thể công nhận "Đế quốc Mãn Châu" và không áp đặt thời hạn cho việc Nhật Bản rút quân khỏi Trung Quốc. Ngày 27 tháng 11 năm 1941, Tojo chọn trình bày sai "công hàm Hull" gửi Nội các như một "tối hậu thư cho Nhật Bản", điều này không chính xác vì nó không có mốc thời gian để chấp nhận và được đánh dấu là "dự kiến" trong câu mở đầu, điều này không nhất quán với tối hậu thư.  Tuyên bố mà người Mỹ đã yêu cầu trong "Hull note" Nhật Bản rút quân khỏi toàn bộ Trung Quốc, thay vì chỉ những phần mà họ đã chiếm đóng từ năm 1937, cũng như tuyên bố rằng công hàm đó là một tối hậu thư, được sử dụng như một trong những lý do chính để chọn chiến tranh với Hoa Kỳ. Vào ngày 1 tháng 12, một hội nghị khác cuối cùng đã thông qua "cuộc chiến chống lại Hoa Kỳ, Anh, và Hà Lan."

## Chiến tranh thế giới thứ hai

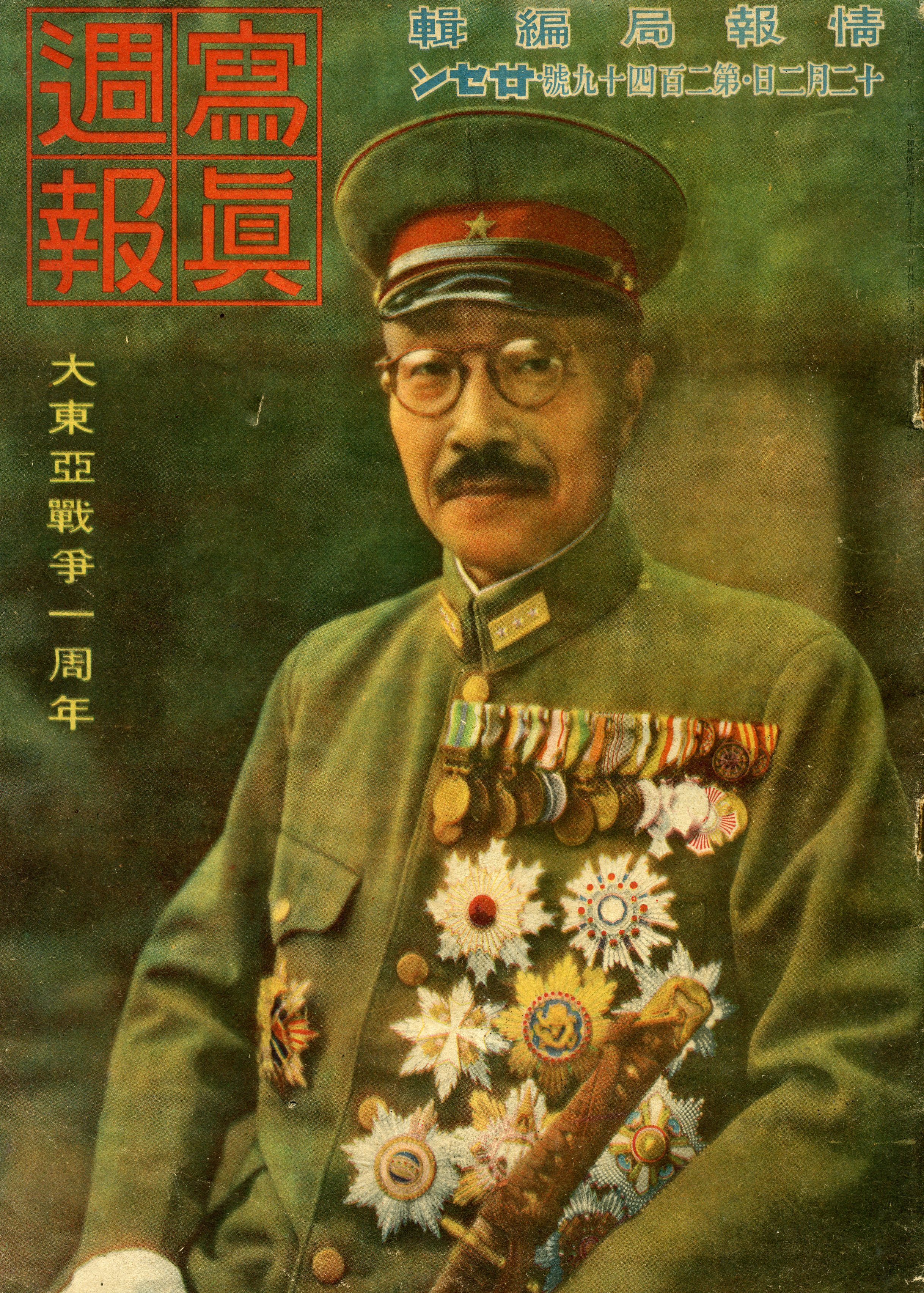
Hình ảnh Tojo xuất hiện trên tạp chí Nhật Bản do Cabinet Intelligence Bureau xuất bản vào ngày 2 tháng 12 năm 1942, ngày kỷ niệm đầu tiên của Chiến tranh Đại Đông Á

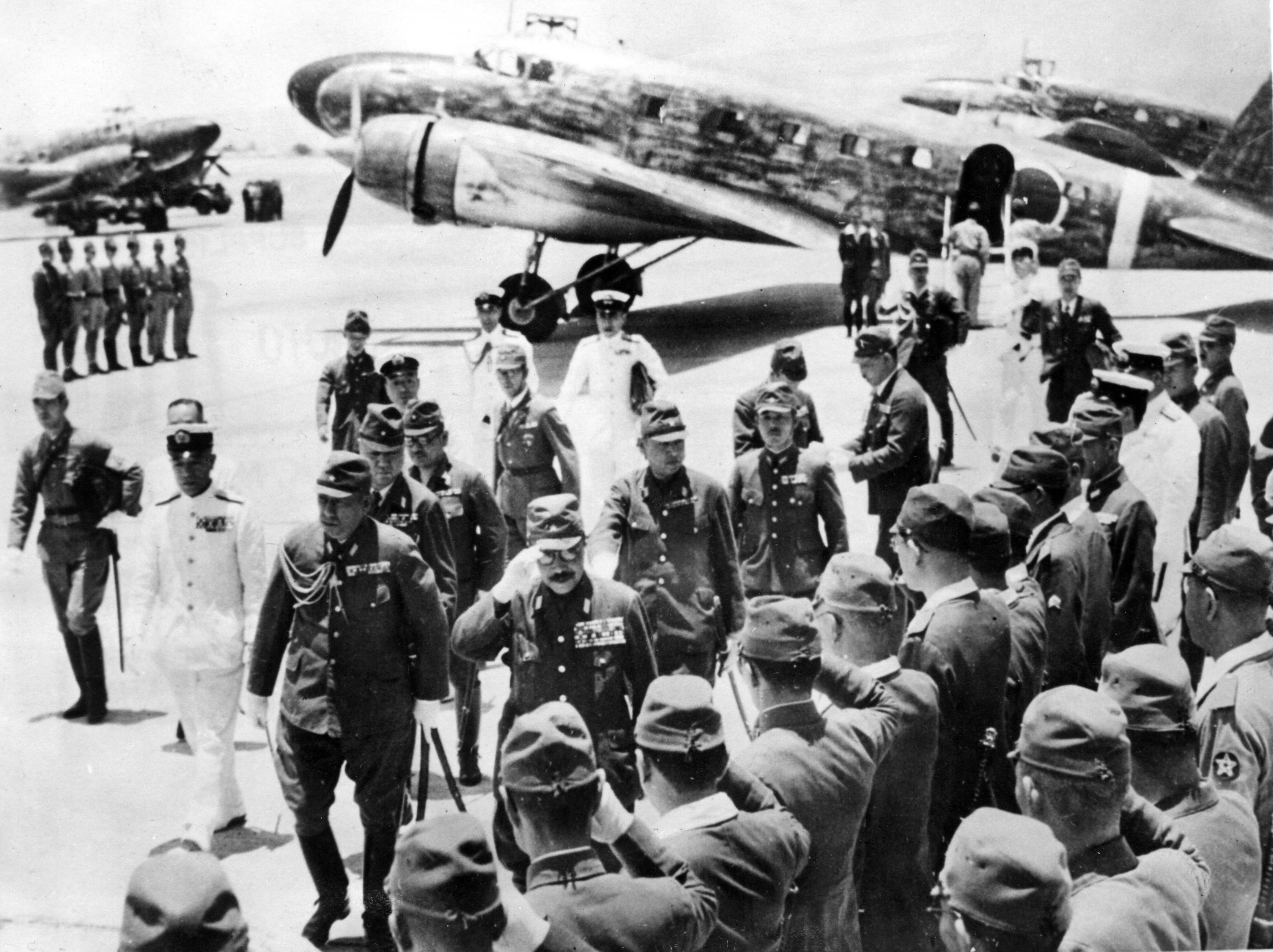
Tojo hạ cánh xuống Nichols Field, một sân bay phía nam Manila, trong chuyến thăm cấp nhà nước tới Philippines.

Sau khi nhậm chức Thủ tướng, ông đã đưa Nhật Bản tham gia Thế chiến 2 và ra quyết định về các cuộc chiến của Nhật Bản cũng như cuộc chinh phục tiếp theo của nước này đối với phần lớn các đảo Đông Nam Á và Thái Bình Dương. Ông cũng chịu trách nhiệm cho nhiều tội ác bao gồm cả vụ thảm sát và bỏ đói thường dân và tù nhân chiến tranh.
Vào ngày 8 tháng 12 năm 1941 (ngày 7 tháng 12 ở Châu Mỹ), Tojo lên đài phát thanh Nhật Bản để thông báo rằng Nhật Bản hiện đang ở chiến tranh với Hoa Kỳ, Đế quốc Anh và Hà Lan và đọc to một bản tóm tắt của đế quốc kết thúc bằng việc chơi bài hát võ thuật nổi tiếng  Umi Yukaba (Bên kia biển), lấy bối cảnh để nhạc một bài thơ chiến tranh nổi tiếng từ tuyển tập cổ điển  Manyōshū, có lời bài hát "Bên kia biển, xác chết ngâm trong nước, Bên kia núi xác chết chất đống trong cỏ, Chúng ta sẽ chết bên cạnh của chúa chúng ta, Chúng ta sẽ không bao giờ nhìn lại". Tojo tiếp tục giữ chức Bộ trưởng quân đội trong nhiệm kỳ thủ tướng từ ngày 17 tháng 10 năm 1941 đến ngày 22 tháng 7 năm 1944. Ông cũng đồng thời giữ chức vụ bộ trưởng nội vụ từ năm 1941 đến năm 1942, bộ trưởng ngoại giao vào tháng 9 năm 1942, bộ trưởng giáo dục năm 1943, và bộ trưởng Bộ Thương mại và Công nghiệp năm 1943.
Với tư cách là bộ trưởng giáo dục, ông tiếp tục truyền bá chủ nghĩa quân phiệt và chủ nghĩa dân tộc vào hệ thống giáo dục quốc gia và tái khẳng định các chính sách toàn trị trong chính phủ. Với tư cách là bộ trưởng nội vụ, ông đã ra lệnh nhiều biện pháp thuyết ưu sinh, bao gồm cả việc vô hiệu hóa những người "không phù hợp về mặt tinh thần".
Trong những năm đầu của cuộc chiến, Tojo nhận được sự ủng hộ rộng rãi khi lực lượng Nhật Bản chuyển từ chiến thắng này sang chiến thắng khác. Vào tháng 3 năm 1942, với tư cách là bộ trưởng quân đội, ông đã cho phép Quân đội Nhật Bản tại Đài Loan vận chuyển 50 "phụ nữ mua vui" từ Đài Loan đến Borneo mà không có giấy tờ tùy thân (sự chấp thuận của ông là cần thiết vì quy định của Quân đội cấm những người không có giấy tờ tùy thân đi du lịch). cho những cuộc chinh phục mới). Nhà sử học Nhật Bản Yoshiaki Yoshimi lưu ý rằng tài liệu đó chứng minh rằng Tojo biết và chấp thuận quân đoàn "phụ nữ mua vui". Vào ngày 18 tháng 4 năm 1942, người Mỹ tổ chức Doolittle Raid, ném bom Tokyo. Một số máy bay Mỹ bị bắn rơi và phi công của họ bị bắt làm tù binh. Bộ Tổng tham mưu quân đội do Nguyên soái Sugiyama HHajime chỉ huy nhất quyết xử tử 8 phi công Mỹ nhưng bị Tojo phản đối vì sợ rằng người Mỹ sẽ trả thù các tù nhân Nhật Bản chiến tranh nếu các phi công Doolittle bị xử tử. Tranh chấp đã được giải quyết bởi hoàng đế, người đã giảm án tử hình cho 5 phi công nhưng để ba người còn lại chết vì những lý do vẫn chưa rõ ràng, vì các tài liệu liên quan đến sự can thiệp của hoàng đế đã bị đốt vào năm 1945.
Khi người Nhật đi từ chiến thắng này đến chiến thắng khác, Tojo và phần còn lại của giới thượng lưu Nhật Bản bị mắc phải cái mà người Nhật gọi là "căn bệnh chiến thắng", khi toàn bộ giới thượng lưu bị cuốn vào trạng thái kiêu ngạo, tin rằng Nhật Bản là bất khả chiến bại. và cuộc chiến coi như đã thắng. Đến tháng 5 năm 1942, Tojo chấp thuận một loạt yêu cầu "không thể thương lượng" sẽ được đưa ra khi quân Đồng minh kiện đòi hòa bình cho phép Nhật Bản giữ mọi thứ nó đã chinh phục trong khi nắm giữ quyền sở hữu nhiều hơn đáng kể.  Theo yêu cầu như vậy, Nhật Bản sẽ nắm quyền kiểm soát các lãnh thổ sau:
- các thuộc địa của Vương quốc Anh ở Ấn Độ và Honduras cũng như các thuộc địa của Anh ở Úc, New Guinea thuộc Úc, Tích Lan, New Zealand, British Columbia và Lãnh thổ Yukon
- tiểu bang Washington của Hoa Kỳ và các lãnh thổ Alaska và Hawaii của Hoa Kỳ
- hầu hết Châu Mỹ Latinh bao gồm Ecuador, Colombia, Panama, El Salvador, Guatemala, Nicaragua, Costa Rica, Cuba, Jamaica, Haiti và phần còn lại của Tây Ấn.[53]

Ngoài ra, Tojo muốn toàn bộ Trung Quốc nằm dưới sự cai trị của con rối Uông Tinh Vệ và lên kế hoạch mua Ma Cao và Đông Timor từ Bồ Đào Nha và tạo ra các vương quốc bù nhìn mới ở Miến Điện, Campuchia, Việt Nam, Lào, Thái Lan, Indonesia, và Malaya. Vì người Miến Điện đã tỏ ra là những người cộng tác nhiệt tình trong "Trật tự Mới ở Châu Á", vương quốc Miến Điện mới sẽ được phép sáp nhập phần lớn vùng đông bắc Ấn Độ như một phần thưởng. Về phần mình, Hải quân yêu cầu Nhật Bản chiếm New Caledonia, Fiji và Samoa.
Khi Tojo làm thủ tướng, diễn đàn chính cho việc ra quyết định quân sự là Tổng hành dinh Hoàng gia do Thiên hoàng chủ trì. Nó bao gồm các bộ trưởng Lục quân và Hải quân; các tham mưu trưởng quân đội và hải quân; và các trưởng phòng quân sự ở cả hai quân chủng. Imperial GHQ không phải là một tổng tham mưu trưởng như ở Hoa Kỳ và Vương quốc Anh, mà là hai bộ chỉ huy quân đội riêng biệt hoạt động dưới quyền cùng một mái nhà sẽ gặp nhau khoảng hai lần một tuần để cố gắng thống nhất một chiến lược chung. Cục Tác chiến của Quân đội và Hải quân sẽ phát triển các kế hoạch của riêng họ và sau đó cố gắng " bán chúng" cho người khác, điều này thường không thể thực hiện được. Tojo là một trong số nhiều người phát biểu tại Hội đồng Hoàng gia, và không thể áp đặt ý chí của mình lên Hải quân. ông ta phải thương lượng như thể đang đối phó với một đồng minh. Nhà sử học người Mỹ Stanley Falk đã mô tả hệ thống của Nhật Bản có đặc điểm là "sự đối kháng gay gắt giữa các quân chủng" khi Quân đội và Hải quân hoạt động " có mục đích khác nhau", nhận xét hệ thống chỉ huy của Nhật Bản là "không có sự phối hợp, không rõ ràng và không hiệu quả."

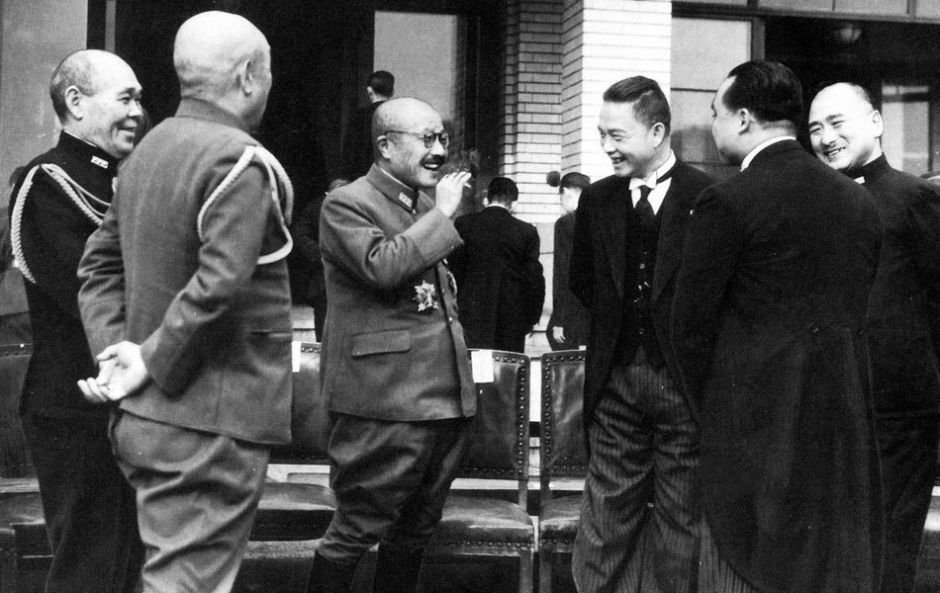
Uông Tinh Vệ của chính phủ bù nhìn ở Nam Kinh do Nhật Bản bảo trợ gặp Tojo năm 1942

Tuy nhiên, sau Trận Midway, với làn sóng chiến tranh chống lại Nhật Bản, Tojo phải đối mặt với sự phản đối ngày càng tăng trong chính phủ và quân đội. Vào tháng 8 đến tháng 9 năm 1942, một cuộc khủng hoảng lớn xảy ra trong nội các Tojo khi Bộ trưởng Ngoại giao Tōgō Shigenori phản đối khá dữ dội vào ngày 29 tháng 8 năm 1942, kế hoạch của Thủ tướng nhằm thành lập Bộ Đại Đông Á để giải quyết các mối quan hệ với bù nhìn các chế độ ở Châu Á như một sự xúc phạm đối với Bộ Ngoại giao ("Gaimusho") và đe dọa từ chức để phản đối. Tojo đã đến gặp Hoàng đế, người đã ủng hộ kế hoạch của Thủ tướng kế hoạch cho Bộ Đại Đông Á, và vào ngày 1 tháng 9 năm 1942, Tojo nói với nội các rằng ông đang thành lập Bộ Đại Đông Á và không thể quan tâm đến việc Gaimusho cảm thấy thế nào về vấn đề này, khiến Tōgō phải từ chức để phản đối.
Nhà sử học người Mỹ Herbert Bix viết rằng Tojo chỉ là một "nhà độc tài" theo nghĩa hẹp là từ tháng 9 năm 1942 trở đi, ông ta nói chung có thể áp đặt ý chí của mình lên Nội các mà không cần tìm kiếm sự đồng thuận, nhưng đồng thời lưu ý rằng quyền lực của Tojo dựa trên sự ủng hộ của Hoàng đế, người nắm giữ quyền lực tối cao. Vào tháng 11 năm 1942, Tojo, với tư cách là Bộ trưởng Quân đội, đã tham gia soạn thảo các quy định về việc bắt "phụ nữ mua vui" từ Trung Quốc, Nhật Bản (bao gồm Đài Loan và Hàn Quốc vào thời điểm này) và Mãn Châu quốc đến "Miền Nam", như người Nhật gọi các cuộc chinh phục của họ ở Đông Nam Á, để đảm bảo rằng "phụ nữ mua vui" có giấy tờ hợp lệ trước khi khởi hành. Cho đến lúc đó, Bộ Chiến tranh đã yêu cầu sự cho phép đặc biệt để tiếp nhận "phụ nữ mua vui" mà không cần giấy tờ, và Tojo cảm thấy mệt mỏi khi phải giải quyết những yêu cầu này. Đồng thời, Tojo, với tư cách là Bộ trưởng Quân đội, vướng vào một cuộc xung đột với Tham mưu trưởng Lục quân về việc có nên tiếp tục trận Guadalcanal hay không. Tojo đã sa thải Văn phòng Tác chiến và cấp phó của ông tại Bộ Tổng tham mưu, những người phản đối việc rút quân và ra lệnh rời bỏ hòn đảo.

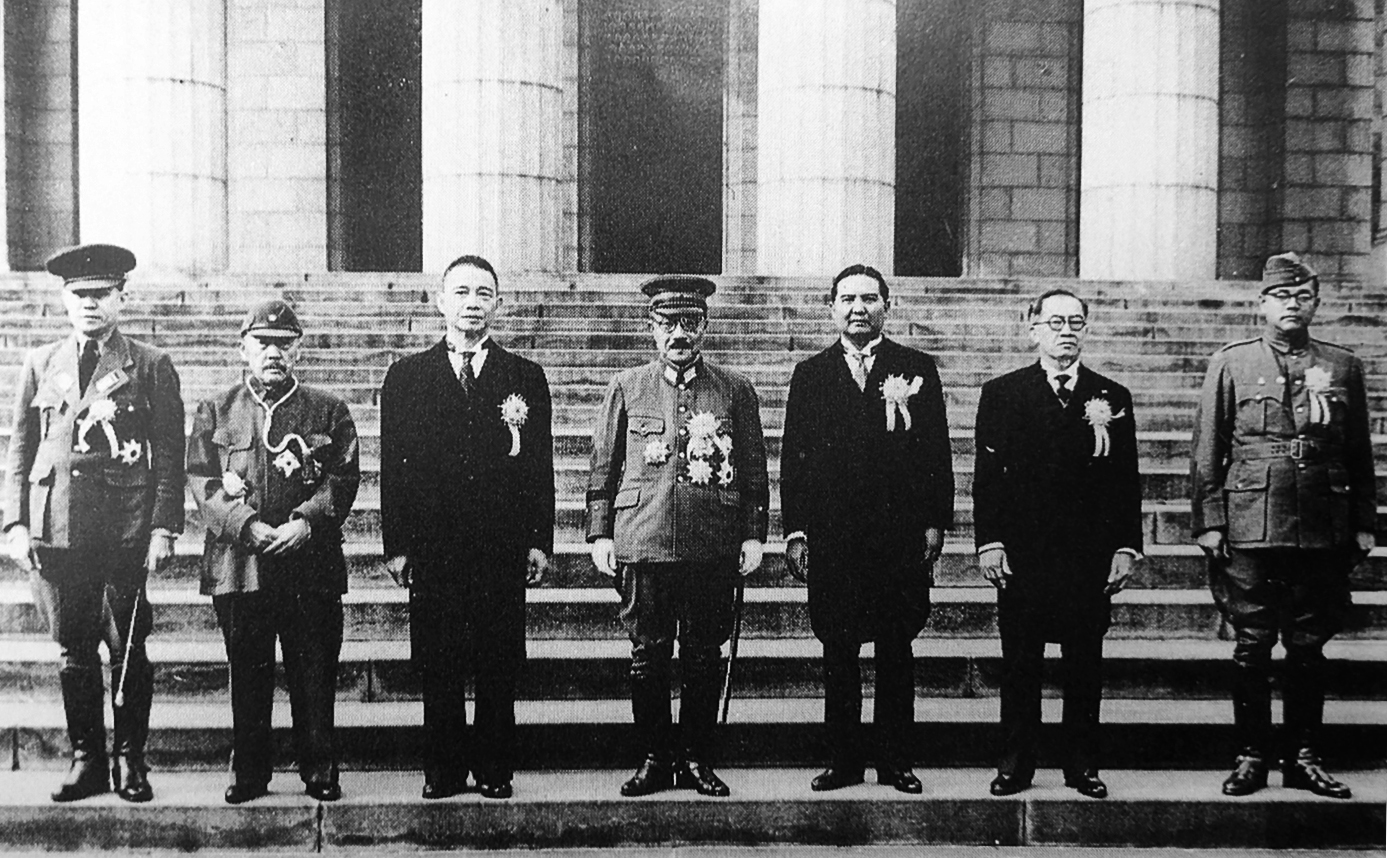
Hội nghị Đại Đông Á vào tháng 11 năm 1943, những người tham gia từ trái sang phải: Ba Maw, Trương Cảnh Huệ, Uông Tinh Vệ, Tojo Hideki, Wan Waithayakon, José P. Laurel, Subhas Chandra Bose.

Vào tháng 9 năm 1943, Thiên hoàng và Tojo nhất trí rằng Nhật Bản sẽ rút lui về "tuyến phòng thủ tuyệt đối" ở tây nam Thái Bình Dương để ngăn chặn bước tiến của Mỹ, đồng thời cân nhắc việc từ bỏ căn cứ Rabaul, nhưng họ đã thay đổi quyết định trước sự phản đối của Hải quân. . Vào tháng 11 năm 1943, phản ứng của công chúng Mỹ đối với Trận Tarawa khiến Tojo coi Tarawa là một kiểu chiến thắng của Nhật Bản, tin rằng sẽ có thêm nhiều trận chiến như Tarawa làm suy sụp tinh thần của người Mỹ và buộc Mỹ phải kiện đòi hòa bình. Hơn nữa, Tojo tin rằng người Mỹ sẽ sa lầy ở Marshalls, có thêm thời gian để tăng cường phòng thủ ở Marshalls Marianas. Cuối năm 1943, với sự hỗ trợ của Hoàng đế, Tojo đã thực hiện một nỗ lực lớn nhằm hòa giải với Trung Quốc để giải phóng 2 triệu lính Nhật ở Trung Quốc để hoạt động ở nơi khác, nhưng việc người Nhật không sẵn lòng từ bỏ bất kỳ "quyền và lợi ích" nào của họ ở Trung Quốc đã làm thất bại nỗ lực này. Trung Quốc cho đến nay là nơi thực hiện các hoạt động lớn nhất đối với Nhật Bản và cùng với người Mỹ Tiến vững chắc ở Thái Bình Dương, Tojo nóng lòng muốn chấm dứt vũng lầy "vụ Trung Quốc" để tái triển khai lực lượng Nhật Bản. Trong nỗ lực tranh thủ sự hỗ trợ từ toàn bộ châu Á, đặc biệt là Trung Quốc, Tojo khai mạc Hội nghị Đại Đông Á vào tháng 11 năm 1943, trong đó đưa ra một loạt mục tiêu chiến tranh xuyên Á, không gây ấn tượng mấy với hầu hết người châu Á. Vào ngày 9 tháng 1 năm 1944, Nhật Bản đã ký một hiệp ước với chế độ bù nhìn Vương, theo đó Nhật Bản từ bỏ các quyền ngoài lãnh thổ của mình ở Trung Quốc như một phần trong nỗ lực thu hút dư luận Trung Quốc theo quan điểm thân Nhật Bản, nhưng vì hiệp ước không thay đổi gì trên thực tế nên nước cờ này đã thất bại. 
Đồng thời khi tìm kiếm nỗ lực ngoại giao nhằm chấm dứt chiến tranh với Trung Quốc, Tojo cũng chấp thuận kế hoạch cho Chiến dịch Ichi-Go, một cuộc tấn công lớn chống lại Trung Quốc nhằm chiếm các căn cứ không quân của Mỹ ở Trung Quốc và cuối cùng đánh sập các căn cứ quân sự của Mỹ ở Trung Quốc. Trung Quốc rút khỏi cuộc chiến một lần và mãi mãi. Vào tháng 1 năm 1944, Tojo chấp thuận mệnh lệnh do Bộ Tổng tư lệnh Hoàng gia ban hành về một cuộc xâm lược Ấn Độ, nơi Quân đội Khu vực Miến Điện ở Miến Điện dưới sự chỉ huy của Tướng Masakazu Kawabe sẽ chiếm các tỉnh Manipour và Assam với mục đích cắt đứt viện trợ của Mỹ cho Trung Quốc (tuyến đường sắt cung cấp cho các căn cứ không quân của Mỹ ở đông bắc Ấn Độ cho phép vận chuyển hàng tiếp tế qua "the Hump " của dãy Himalaya đến Trung Quốc đi qua các tỉnh này). Việc cắt viện trợ của Mỹ cho Trung Quốc có thể đã có tác dụng buộc Tưởng Giới Thạch đi kiện đòi hòa bình. Theo sau Tập đoàn quân 15 tiến vào Ấn Độ trong cuộc tấn công U-Go là người theo chủ nghĩa dân tộc Ấn Độ Subhas Chandra Bose và Quân đội Quốc gia Ấn Độ của ông ta, vì mục đích chính trị của chiến dịch là kích động một cuộc tổng nổi dậy chống lại sự cai trị của Anh ở Ấn Độ có thể cho phép người Nhật chiếm toàn bộ Ấn Độ. Những con đường cần thiết để cung cấp đầy đủ cho 150.000 lính Nhật cam kết xâm lược Ấn Độ sẽ biến thành bùn khi gió mùa đến, tạo cho người Nhật một cơ hội khoảng thời gian rất ngắn để vượt qua. Người Nhật đang tính đến việc chiếm lấy lương thực từ người Anh để nuôi quân đội của họ, cho rằng toàn bộ Ấn Độ sẽ nổi dậy khi người Nhật đến và do đó gây ra sự sụp đổ của Raj. Người Nhật mang theo đủ lương thực chỉ để dùng trong 20 ngày; sau đó, họ sẽ phải chiếm lương thực từ người Anh để tránh chết đói. Bose đã gây ấn tượng với Tojo tại cuộc họp của họ với tư cách là phù rể truyền cảm hứng cho một cuộc cách mạng chống Anh ở Ấn Độ. 

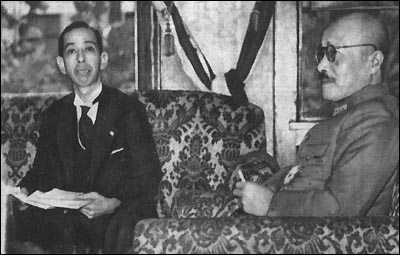
Tōjō gặp Thứ trưởng Bộ Bom đạn Kishi Nobusuke, người sau này trở thành thủ tướng ở Nhật Bản thời hậu chiến.

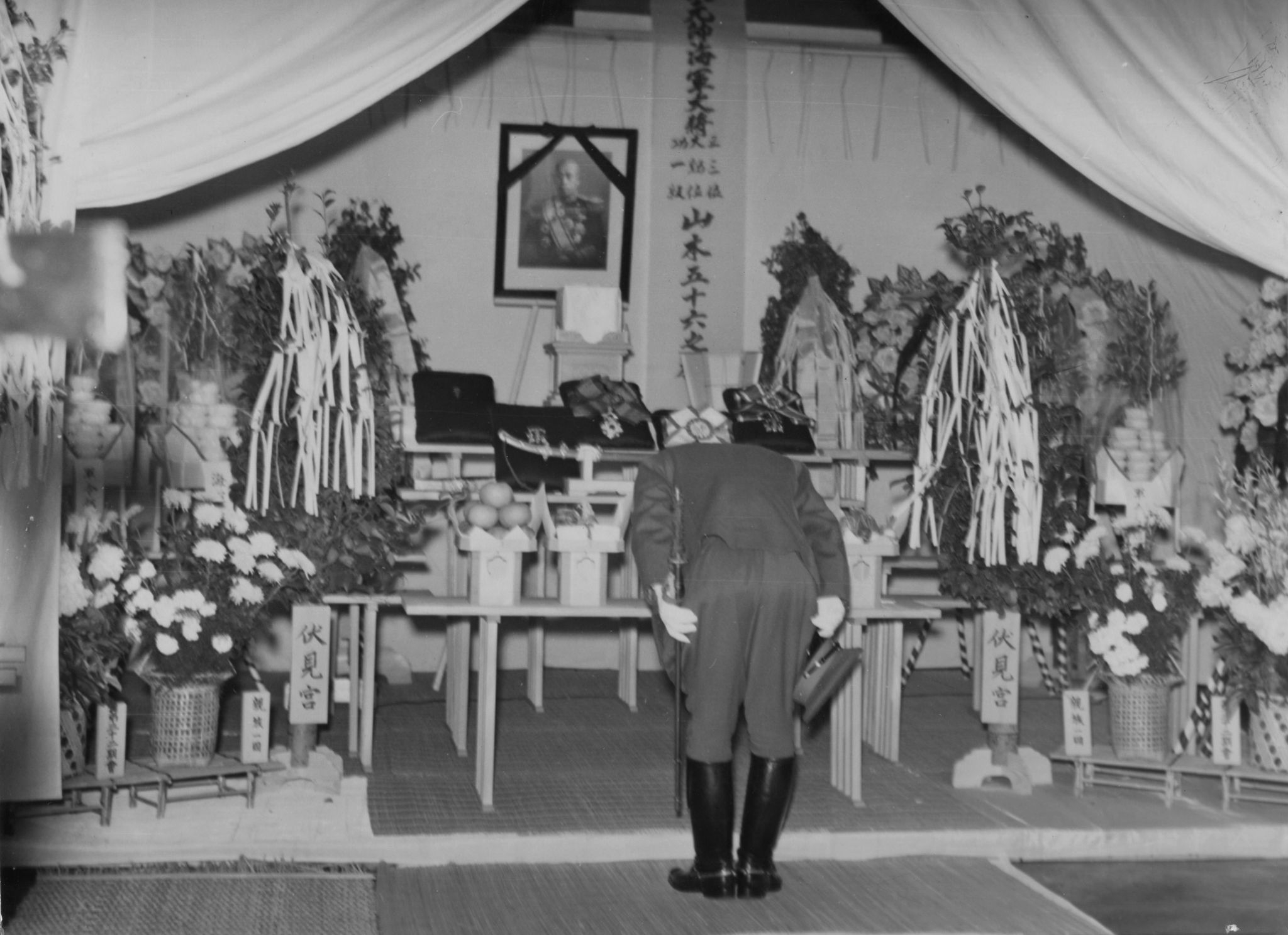
Tojo cúi đầu trước bức chân dung tang lễ của Đô đốc Yamamoto Isoroku vào tháng 5 năm 1943, sau khi ông bị máy bay Mỹ ám sát trong Chiến dịch báo thù

Ở trung tâm Thái Bình Dương, người Mỹ đã phá hủy căn cứ hải quân chính của Nhật Bản tại Truk trong một không kích vào ngày 18 tháng 2 năm 1944, buộc Hải quân Đế quốc phải quay trở lại Marianas (vùng dầu mỏ). để tiếp nhiên liệu cho các tàu và máy bay hoạt động ở quần đảo Marshalls, Caroline và Gilbert tan thành mây khói ở Truk). Việc vi phạm "tuyến phòng thủ tuyệt đối" này, năm tháng sau khi được thành lập, đã dẫn đến Tojo sa thải Đô đốc Osami Nagano làm Tham mưu trưởng Hải quân vì thiếu năng lực. Người Mỹ đã xuyên thủng 2.100 km (1.300 dặm) bên ngoài "tuyến phòng thủ tuyệt đối" tại Truk, và Tojo, các tướng lĩnh và đô đốc cấp cao đều đổ lỗi cho nhau về tình hình. Để củng cố vị thế của mình trước những chỉ trích về diễn biến của cuộc chiến, vào ngày 21 tháng 2 , 1944, Tojo đảm nhận chức vụ Tổng tham mưu trưởng Bộ Tổng tham mưu Quân đội Đế quốc Nhật Bản, cho rằng ông cần phải chịu trách nhiệm cá nhân về Quân đội. Khi Nguyên soái Sugiyama phàn nàn với Thiên hoàng về việc bị sa thải và để Thủ tướng điều hành Bộ Tổng tham mưu, Thiên hoàng nói với ông rằng ông ủng hộ Tojo. Mối quan tâm đến lớn của Tojo với tư cách là Tham mưu trưởng Quân đội là đang lên kế hoạch các hoạt động ở Trung Quốc và Ấn Độ, với ít thời gian hơn dành cho các trận chiến sắp tới ở quần đảo Mariana. Tojo quyết định thực hiện cuộc tấn công chiến lược năm 1944 với kế hoạch giành chiến thắng trong cuộc chiến năm 1944 như sau:
- Chiến dịch Ichigo sẽ kết thúc chiến tranh với Trung Quốc, giải phóng khoảng 2 triệu lính Nhật.[77]
- Chiến dịch U-Go sẽ chiếm Ấn Độ.[77]
- Khi người Mỹ thực hiện cuộc tấn công dự kiến vào quần đảo Mariana, Hạm đội Liên hợp của Hải quân Đế quốc sẽ đánh một trận tiêu diệt quyết định chống lại U.S. Hạm đội 5, và ngăn chặn bước tiến của Mỹ ở trung tâm Thái Bình Dương.[77]
- Ở Tây Nam Thái Bình Dương, lực lượng Nhật Bản ở New Guinea và Quần đảo Solomon sẽ ở thế phòng thủ và cố gắng làm chậm lực lượng Mỹ, Úc và New Zealand càng lâu càng tốt.[77] Biết về nỗi ám ảnh cá nhân của Tướng MacArthur về việc quay trở lại Philippines, Tojo mong đợi MacArthur sẽ tới Philippines thay vì do Nhật Bản chiếm đóng Đông Ấn thuộc Hà Lan (Indonesia hiện đại), là một sự giải thoát khỏi quan điểm của Nhật Bản; Đông Ấn Hà Lan giàu dầu mỏ trong khi Philippines thì không.[77]

Tojo dự kiến rằng một thất bại lớn của Mỹ ở quần đảo Mariana kết hợp với cuộc chinh phục Trung Quốc và Ấn Độ sẽ khiến người Mỹ choáng váng đến mức họ sẽ kiện đòi hòa bình. Đến thời điểm này, Tojo không còn nữa tin rằng mục tiêu chiến tranh năm 1942 có thể đạt được, nhưng ông tin rằng kế hoạch giành chiến thắng năm 1944 của ông sẽ dẫn đến một nền hòa bình thỏa hiệp mà ông có thể coi là một chiến thắng đối với người dân Nhật Bản. Với chức vụ thủ tướng, Bộ trưởng Lục quân và Tham mưu trưởng Lục quân, Tojo đảm nhận gần như toàn bộ trách nhiệm; nếu kế hoạch giành chiến thắng năm 1944 thất bại, ông sẽ không có vật tế thần.

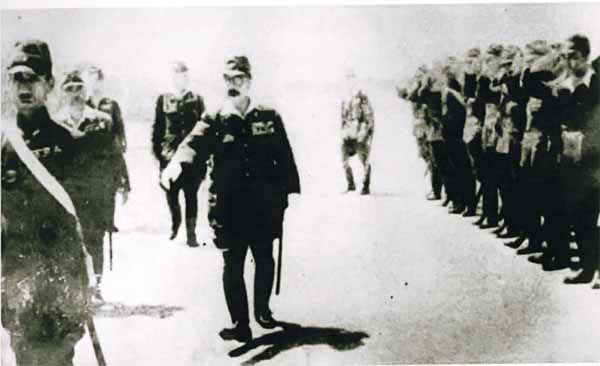
Tōjō kiểm tra một sân bay ở Kuching ở Chiếm đóng Borneo thuộc Anh, tháng 7 năm 1943

Vào ngày 12 tháng 3 năm 1944, người Nhật phát động Tấn công U-Go và xâm lược Ấn Độ. Tojo có một số nghi ngờ về Chiến dịch U-Go, nhưng nó là do chính Thiên hoàng ra lệnh, và Tojo không sẵn lòng phản đối bất kỳ quyết định nào của Thiên hoàng. Bất chấp luận điệu xuyên Á của Nhật Bản và tuyên bố sẽ giải phóng Ấn Độ, người dân Ấn Độ đã làm như vậy không nổi dậy và binh lính Ấn Độ của Quân đoàn 14 vẫn trung thành với các sĩ quan Anh của họ, và cuộc xâm lược Ấn Độ đã kết thúc trong thảm họa hoàn toàn. Quân Nhật đã bị Tập đoàn quân 14 Anh-Ấn đánh bại tại Trận Imphal và Kohima. Vào ngày 5 tháng 7 năm 1944, Hoàng đế chấp nhận lời khuyên của Tojo để chấm dứt cuộc xâm lược Ấn Độ vì 72.000 lính Nhật đã thiệt mạng trong trận chiến. Một số lượng tương tự đã chết đói hoặc chết vì bệnh tật do thiếu nguồn cung cấp hậu cần để hỗ trợ cuộc xâm lược Ấn Độ khi gió mùa biến các con đường ở Miến Điện thành bùn không thể vượt qua. Trong số 150.000 người Nhật những người lính tham gia cuộc xâm lược Ấn Độ vào tháng 3, hầu hết đều chết vào tháng 7 năm 1944.
Song song với cuộc xâm lược Ấn Độ, vào tháng 4 năm 1944 Tojo bắt đầu Chiến dịch Ichigo, cuộc tấn công lớn nhất của Nhật Bản trong toàn bộ cuộc chiến, với mục tiêu chiếm miền nam Trung Quốc.
Trong Trận chiến Saipan, khoảng 70.000 binh sĩ, thủy thủ và dân thường Nhật Bản đã thiệt mạng từ tháng 6 đến tháng 7 năm 1944 và trong Trận chiến biển Philippine Hải quân Đế quốc đã phải chịu thất bại nặng nề. Ngày đầu tiên của Trận chiến biển Philippine, ngày 19 tháng 6 năm 1944, được người Mỹ mệnh danh là "Vụ bắn gà tây Marianas vĩ đại", vì trong suốt các trận không chiến trên không, Hải quân Hoa Kỳ mất 30 máy bay khi bắn hạ khoảng 350 máy bay của Đế quốc Nhật Bản, trong một trong những thất bại nhục nhã nhất của Hải quân Đế quốc. Người Nhật tin rằng sự truyền bá trong busido (" con đường của chiến binh") sẽ mang lại cho họ lợi thế khi người Nhật khao khát được chết vì Hoàng đế, trong khi người Mỹ sợ chết, nhưng việc đào tạo phi công và máy bay vượt trội của Mỹ có nghĩa là người Nhật đã bị người Mỹ vượt mặt một cách vô vọng. Với Saipan trong tay người Mỹ, người Mỹ có thể chiếm các hòn đảo khác ở Marianas để xây dựng căn cứ không quân. Việc thành lập các căn cứ của Mỹ ở Marianas có nghĩa là các thành phố của Nhật Bản nằm trong tầm bắn của máy bay ném bom B-29 Superfortress và nhà sử học người Anh H. P. Willmott lưu ý rằng "ngay cả những nhà quân phiệt Nhật Bản cứng đầu nhất cũng có thể lờ mờ nhận thấy rằng Nhật Bản sẽ ở giai đoạn cuối của sự trói buộc trong trường hợp đó". Khi tin tức về thất bại thảm hại tại Saipan truyền đến Nhật Bản, nó đã khiến dư luận giới thượng lưu phản đối chính phủ Tojo. Bản thân Hoàng đế cũng rất tức giận về thất bại ở Saipan; đã triệu tập một cuộc họp của Hội đồng Thống chế và Đô đốc Hạm đội để xem xét liệu có thể chiếm lại Saipan hay không (không phải vậy); và Hoàng thân Takamatsu đã viết trong nhật ký của mình "anh ấy thường xuyên nổi nóng". Tojo là thủ tướng, bộ trưởng quân đội và tổng tham mưu trưởng quân đội, và được nhìn thấy cả ở Nhật Bản và Hoa Kỳ, theo cách nói của Willmott, là "hiện thân của quyết tâm dân tộc, chủ nghĩa dân tộc cứng rắn và chủ nghĩa quân phiệt". Hoàng thân Konoe và Đô đốc Okada đã âm mưu lật đổ chính phủ Tojo kể từ mùa xuân năm 1943, và vấn đề chính của họ là sự ủng hộ của Thiên hoàng, người không muốn mất đi vị thủ tướng yêu thích của mình.
Vì thất bại tại Saipan và tình hình chiến tranh bất lợi nặng nề cho Nhật Bản, Tojo buộc phải từ chức Thủ tướng vào tháng 7 năm 1944.

## Bắt giữ, xét xử và hành quyết

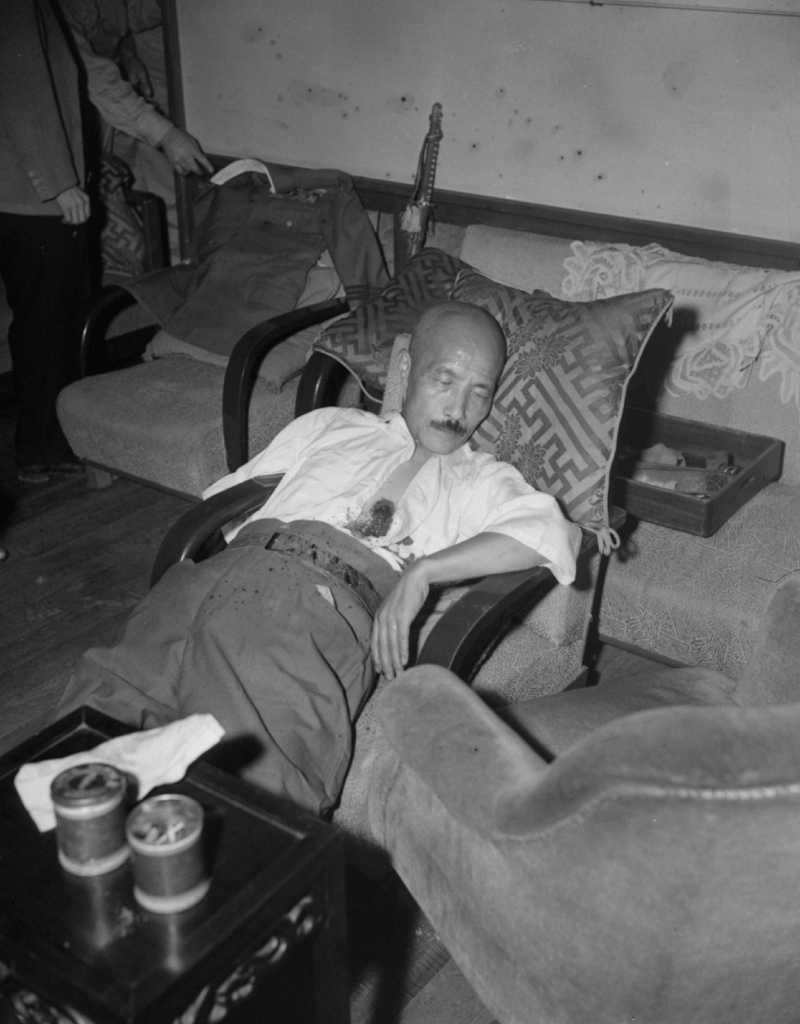
Tojo nằm bất động trên ghế với vết thương do đạn bắn thủng dưới tim sau vụ tự tử bất thành.

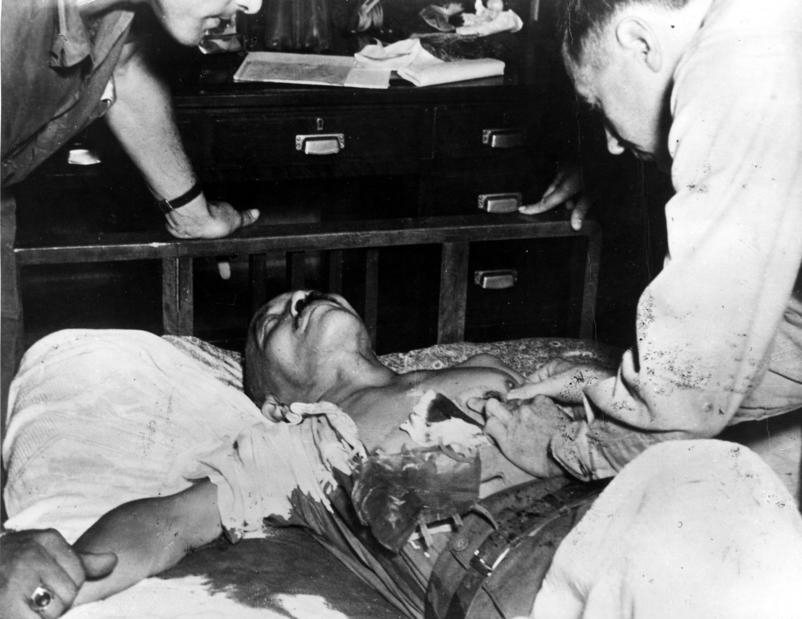
Tojo đang được lính Mỹ hồi sức

Sau khi đất nước đầu hàng Đồng minh vào tháng 9 năm 1945, ông dã rút súng tự sát ở bụng. Sau đó, ông đã được lính Mỹ phát hiện và cứu sống. Khi ông chảy máu, Tojo bắt đầu nói, và hai phóng viên Nhật Bản đã ghi lại lời ông: "Tôi rất xin lỗi vì phải mất quá lâu để tôi chết. Chiến tranh Đông Á mở rộng là chính đáng và đúng đắn. Tôi rất xin lỗi vì đất nước và tất cả các chủng tộc của các cường quốc Châu Á mở rộng. Tôi chờ đợi sự phán xét công bằng của lịch sử. Tôi đã muốn tự tử nhưng đôi khi điều đó không thành công."

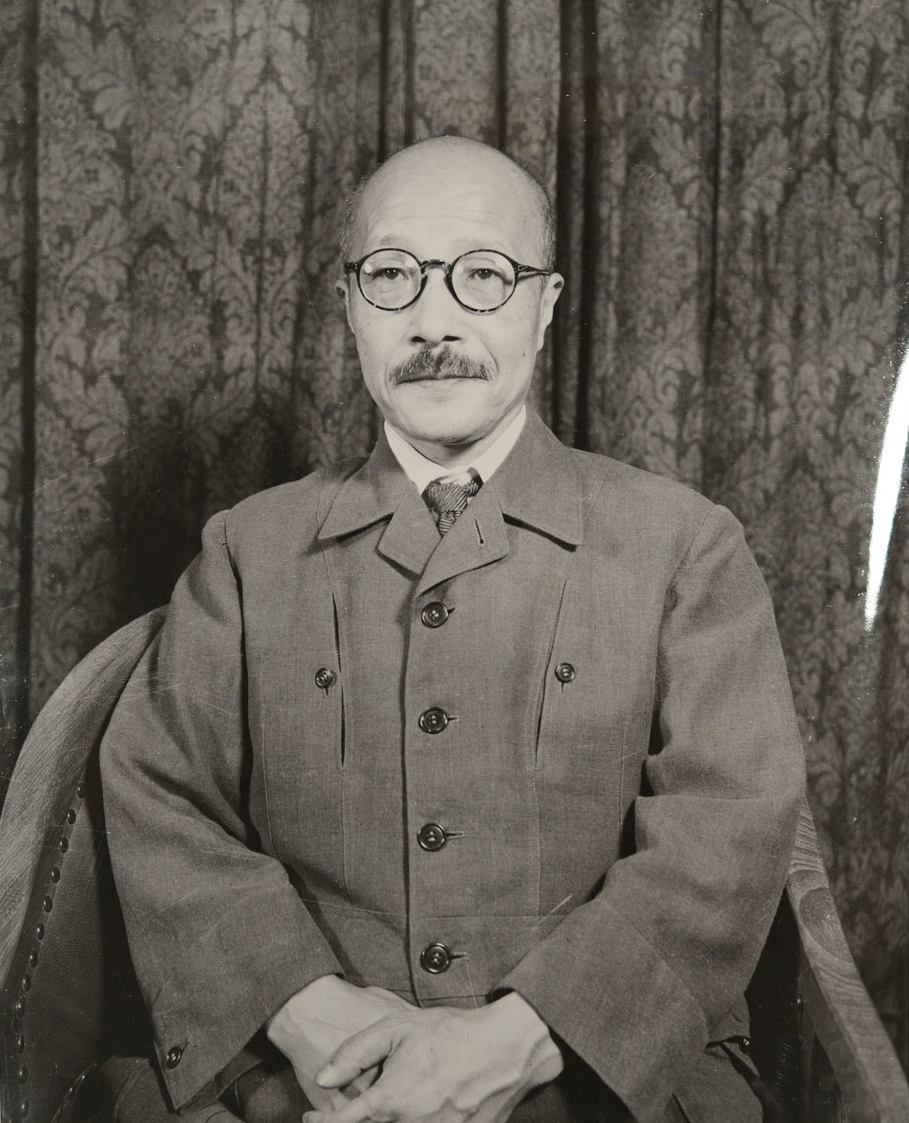
Tojo bị giam giữ tại Hoa Kỳ, 1947

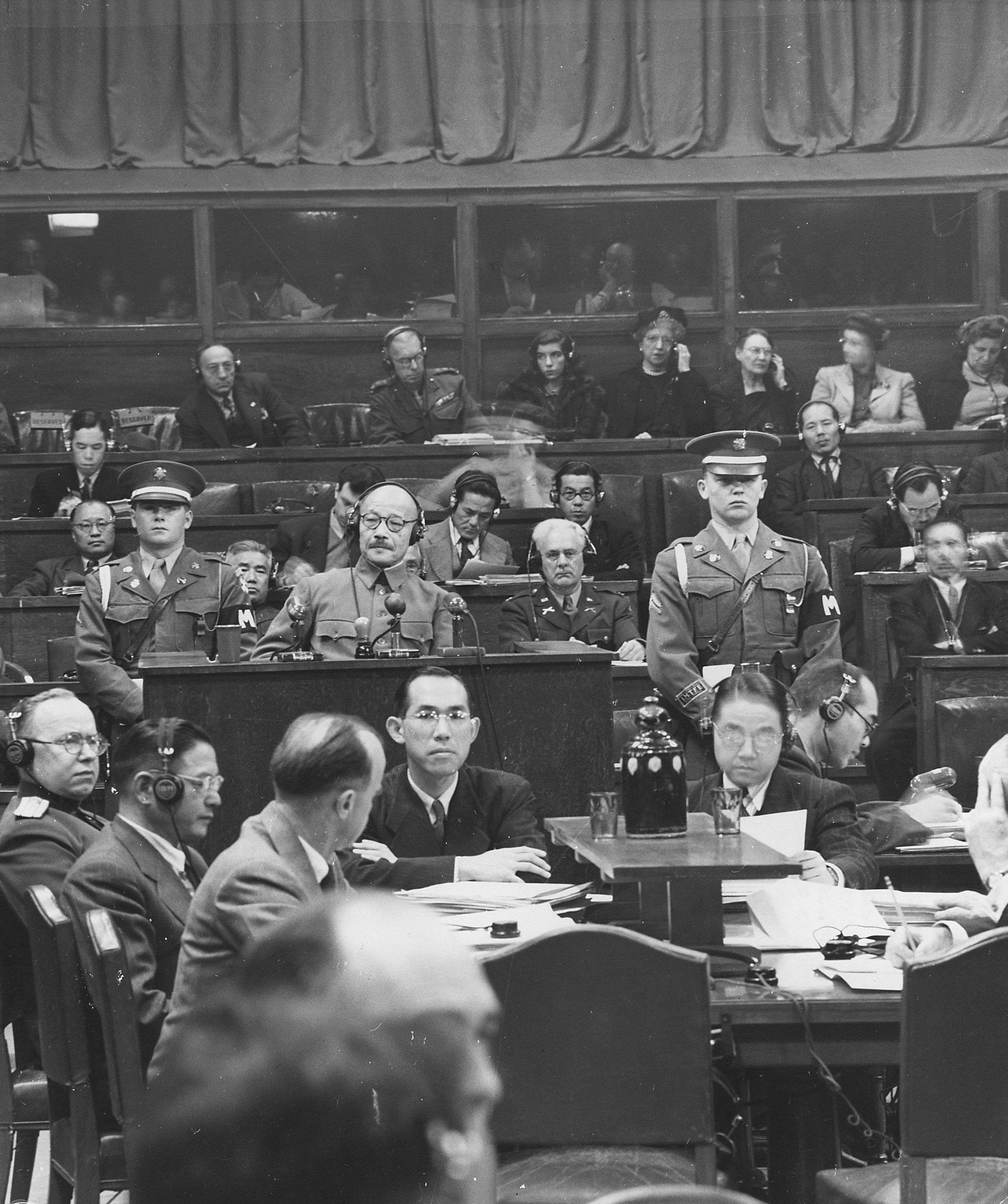
Tojo trước Tòa án quân sự quốc tế ở Viễn Đông

Ông sau đó bị bắt và giam tại nhà tù Sugamo tại Tokyo. Tojo được đưa Tòa án Quân sự Quốc tế vùng Viễn Đông ở Tokyo xét xử. Tại đây, ông đã nhận toàn bộ trách nhiệm về hành động của mình trong chiến tranh:
Tôi phải chịu toàn bộ trách nhiệm về cuộc chiến nói chung là điều tự nhiên, và không cần phải nói, tôi đã sẵn sàng làm như vậy. Do đó, giờ đây khi cuộc chiến đã thất bại, có lẽ cần phải xét xử tôi để làm sáng tỏ hoàn cảnh lúc bấy giờ và đảm bảo hòa bình cho thế giới trong tương lai. Do đó, liên quan đến phiên tòa xét xử tôi, tôi có ý định nói thẳng thắn, theo như tôi nhớ, mặc dù khi kẻ bại trận đứng trước kẻ chiến thắng, người có quyền quyết định sự sống và cái chết, kẻ đó có thể dễ nịnh hót và nịnh hót. Tôi muốn chú ý nhiều đến điều này trong hành động của mình và nói đến cùng rằng điều gì đúng là đúng và điều gì sai là sai. Việc tô vẽ lời nói của mình đến mức không trung thực sẽ làm sai lệch phiên tòa và gây ra tổn hại không thể tính toán được cho quốc gia, và phải hết sức cẩn thận để tránh điều này

Tojo Hideki bị kết án tử hình vào ngày 12 tháng 11 năm 1948 và bị treo cổ 41 ngày sau đó, vào ngày 23 tháng 12 năm 1948, chỉ 1 tuần trước sinh nhật lần thứ 64 của ông.